# الشلاتين
الشلاتين أو شلاتيـن هي مدينة مصرية، تقع في محافظة البحر الأحمر جنوبي مصر، وهي أكبر مدن مثلث حلايب، تقع على بعد 520 كم جنوب مدينة الغردقة، وعلى بعد 255 كم جنوب مدينة مرسى علم، وعلى بعد 180 كم شمال مدينة حلايب.

## التاريخ والسكان
يسكن المدينة فرعا قبيلتي البشارية والعبابدة من قبائل البجا.

## المناخ
| البيانات المناخية لـالشلاتيـن     | البيانات المناخية لـالشلاتيـن | البيانات المناخية لـالشلاتيـن | البيانات المناخية لـالشلاتيـن | البيانات المناخية لـالشلاتيـن | البيانات المناخية لـالشلاتيـن | البيانات المناخية لـالشلاتيـن | البيانات المناخية لـالشلاتيـن | البيانات المناخية لـالشلاتيـن | البيانات المناخية لـالشلاتيـن | البيانات المناخية لـالشلاتيـن | البيانات المناخية لـالشلاتيـن | البيانات المناخية لـالشلاتيـن | البيانات المناخية لـالشلاتيـن |
| الشهر                             | يناير                         | فبراير                        | مارس                          | أبريل                         | مايو                          | يونيو                         | يوليو                         | أغسطس                         | سبتمبر                        | أكتوبر                        | نوفمبر                        | ديسمبر                        | المعدل السنوي                 |
| --------------------------------- | ----------------------------- | ----------------------------- | ----------------------------- | ----------------------------- | ----------------------------- | ----------------------------- | ----------------------------- | ----------------------------- | ----------------------------- | ----------------------------- | ----------------------------- | ----------------------------- | ----------------------------- |
| متوسط درجة الحرارة الكبرى °م (°ف) | 25.5 (77.9)                   | 26.5 (79.7)                   | 28.3 (82.9)                   | 31.7 (89.1)                   | 34.7 (94.5)                   | 36.5 (97.7)                   | 37.4 (99.3)                   | 37.4 (99.3)                   | 36.1 (97.0)                   | 33.9 (93.0)                   | 30.4 (86.7)                   | 26.8 (80.2)                   | 32.1 (89.8)                   |
| المتوسط اليومي °م (°ف)            | 19.7 (67.5)                   | 20.4 (68.7)                   | 22.2 (72.0)                   | 25.3 (77.5)                   | 28.5 (83.3)                   | 30 (86)                       | 31.3 (88.3)                   | 31.5 (88.7)                   | 30.2 (86.4)                   | 28.1 (82.6)                   | 24.7 (76.5)                   | 21.3 (70.3)                   | 26.1 (79.0)                   |
| متوسط درجة الحرارة الصغرى °م (°ف) | 14 (57)                       | 14.3 (57.7)                   | 16.1 (61.0)                   | 18.9 (66.0)                   | 22.4 (72.3)                   | 23.6 (74.5)                   | 25.3 (77.5)                   | 25.6 (78.1)                   | 24.4 (75.9)                   | 22.3 (72.1)                   | 19.1 (66.4)                   | 15.8 (60.4)                   | 20.2 (68.2)                   |
| الهطول مم (إنش)                   | 0 (0)                         | 0 (0)                         | 0 (0)                         | 1 (0.0)                       | 0 (0)                         | 0 (0)                         | 0 (0)                         | 0 (0)                         | 0 (0)                         | 2 (0.1)                       | 9 (0.4)                       | 2 (0.1)                       | 14 (0.6)                      |
| المصدر: Climate-Data.org          |                               |                               |                               |                               |                               |                               |                               |                               |                               |                               |                               |                               |                               |

## الاقتصاد
تتميز بالثروة السمكية، وتضم في الجنوب الشرقي جبل علبة، وكذلك تتميز بخصوبة أراضيها التي تعتمد في ريها على كل من المياه الجوفية ومياه الأمطار.

## القرى
يوجد بمدينة الشلاتين 4 قرى:
- قرية أبو رماد: 125 كم جنوب مدينة شلاتين.
- قرية رأس حداربة: 22 كم جنوب قرية حلايب.
- قرية مرسى حميرة: 40 كم شمال شلاتين.
- قرية أبرق: 90 كم غرب قرية مرسى حميرة.

## معرض صور

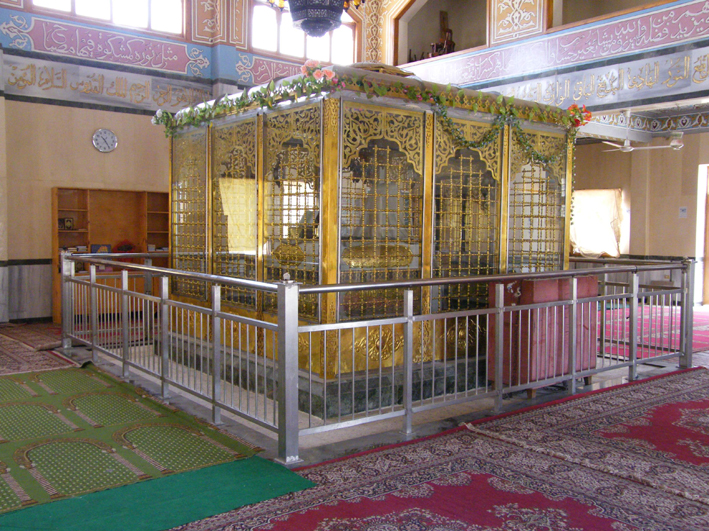
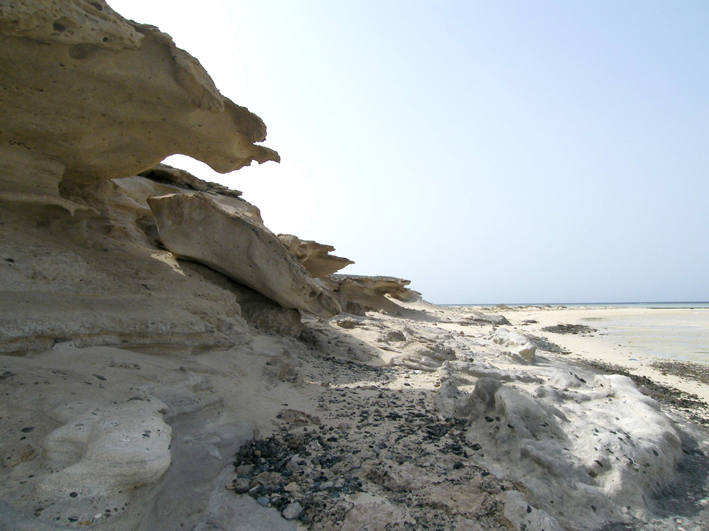
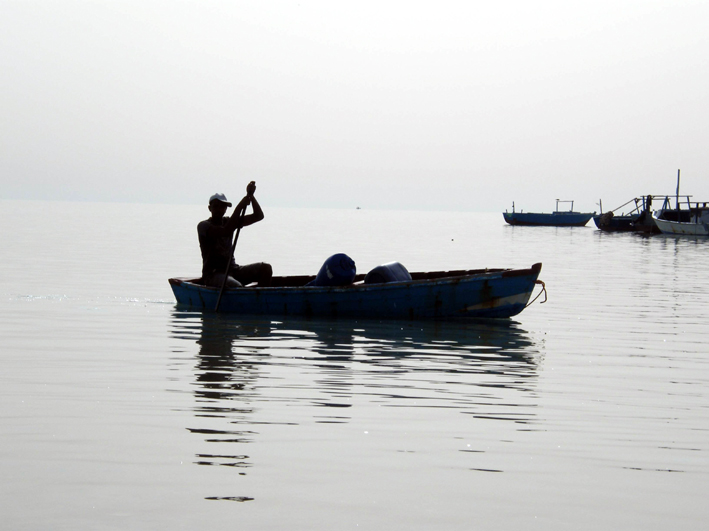
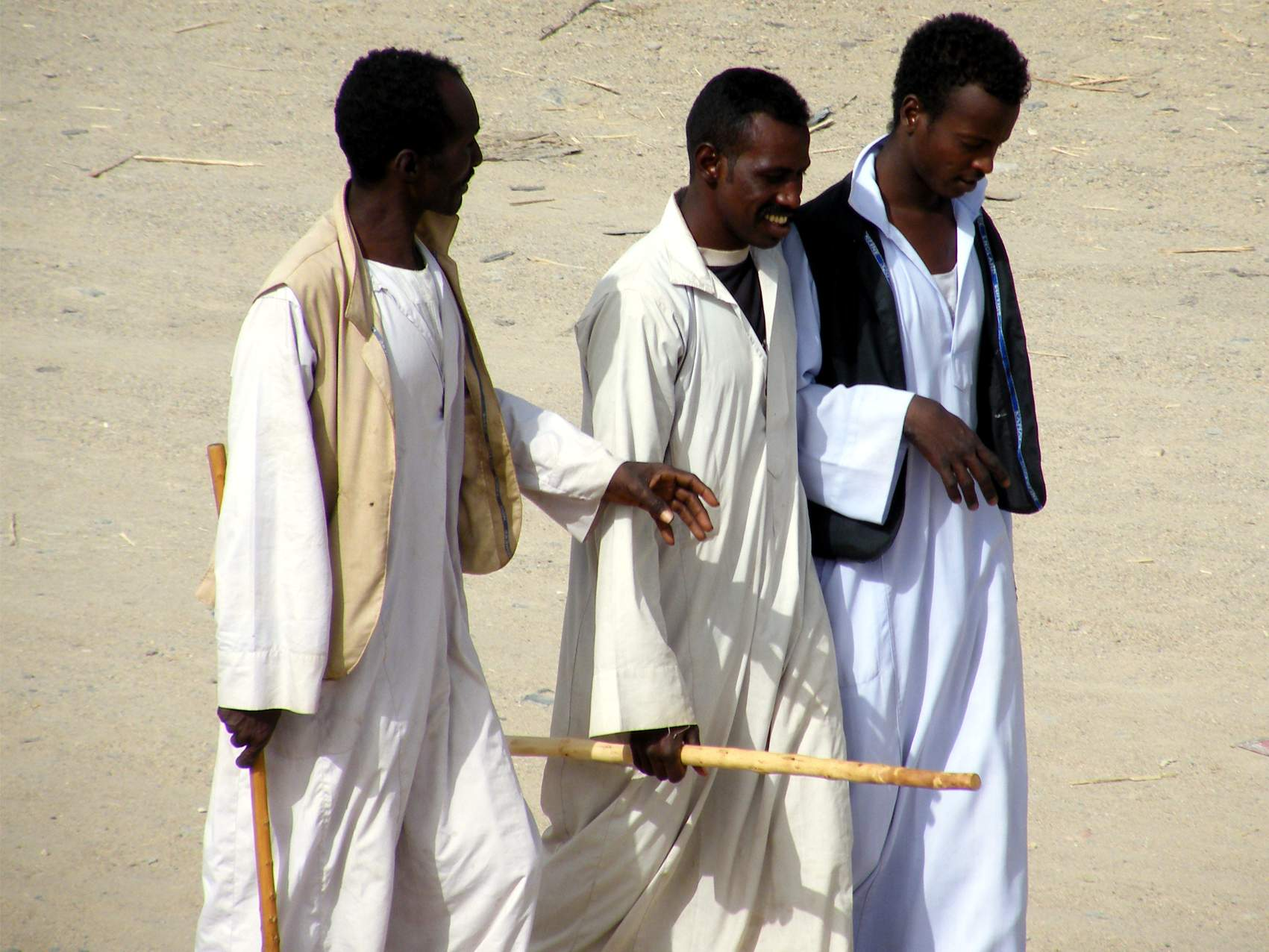
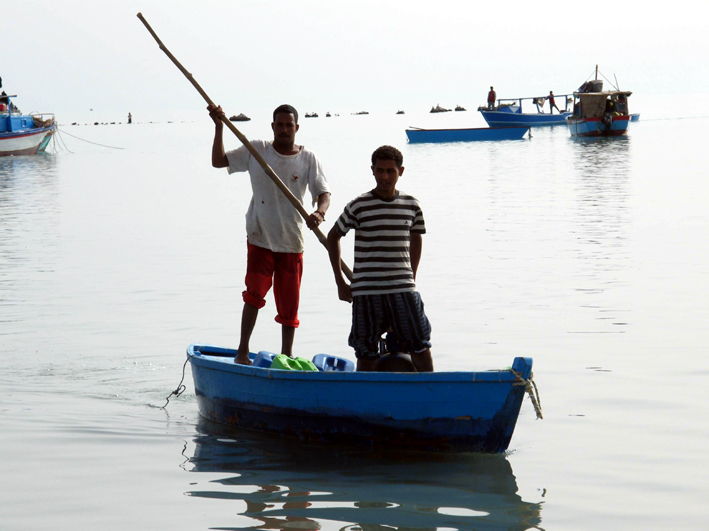
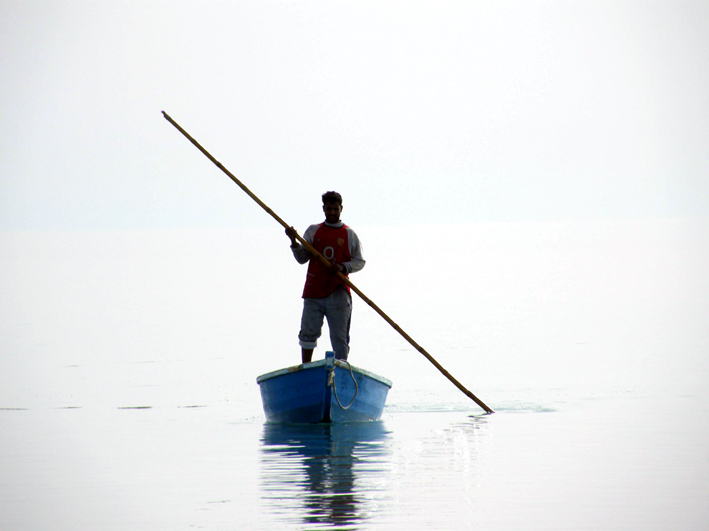
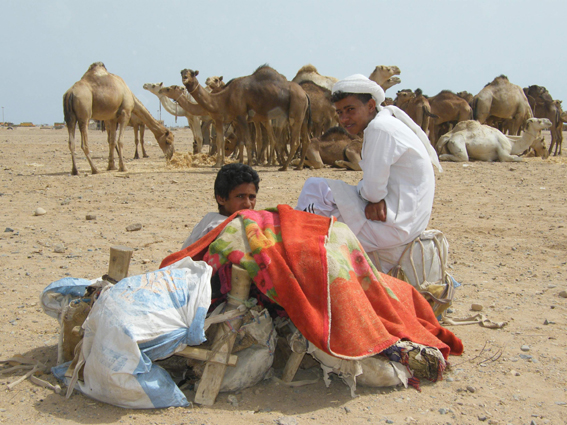
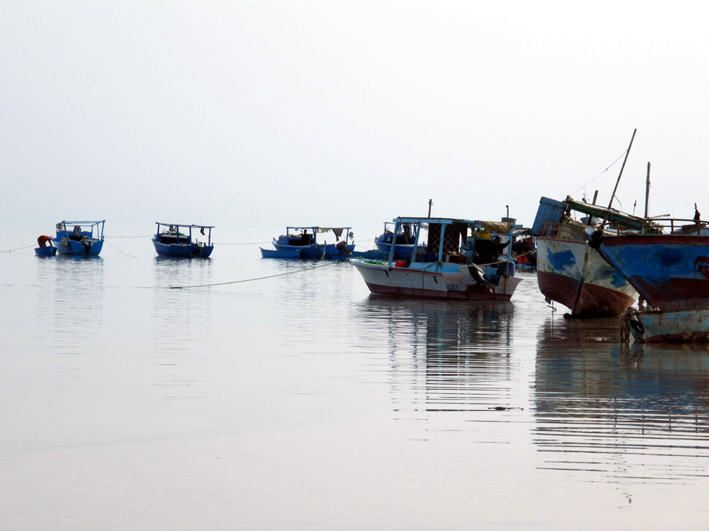
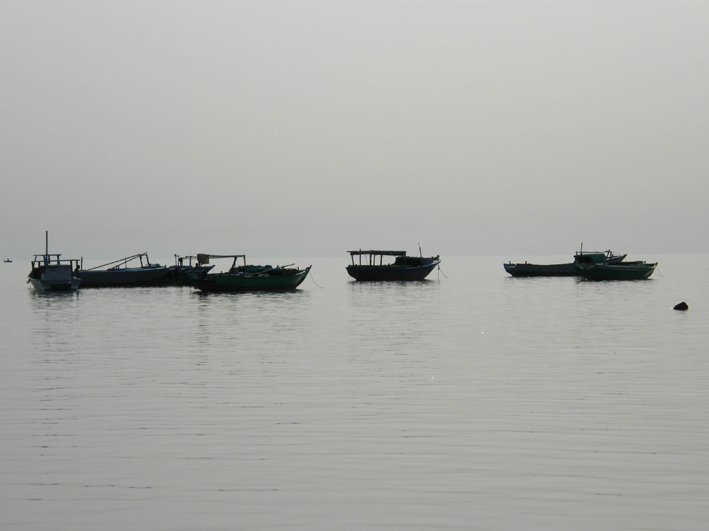
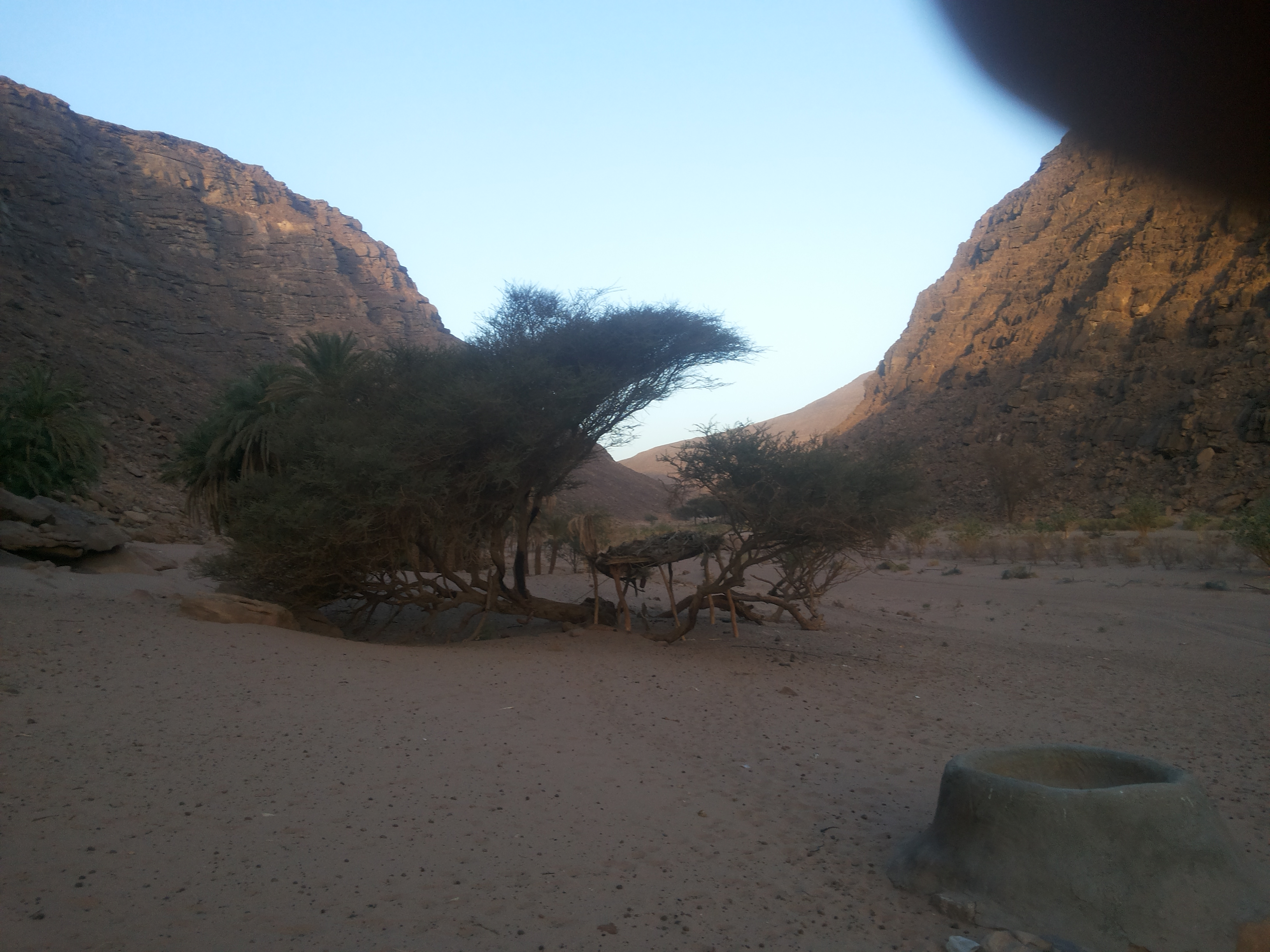
التصحر
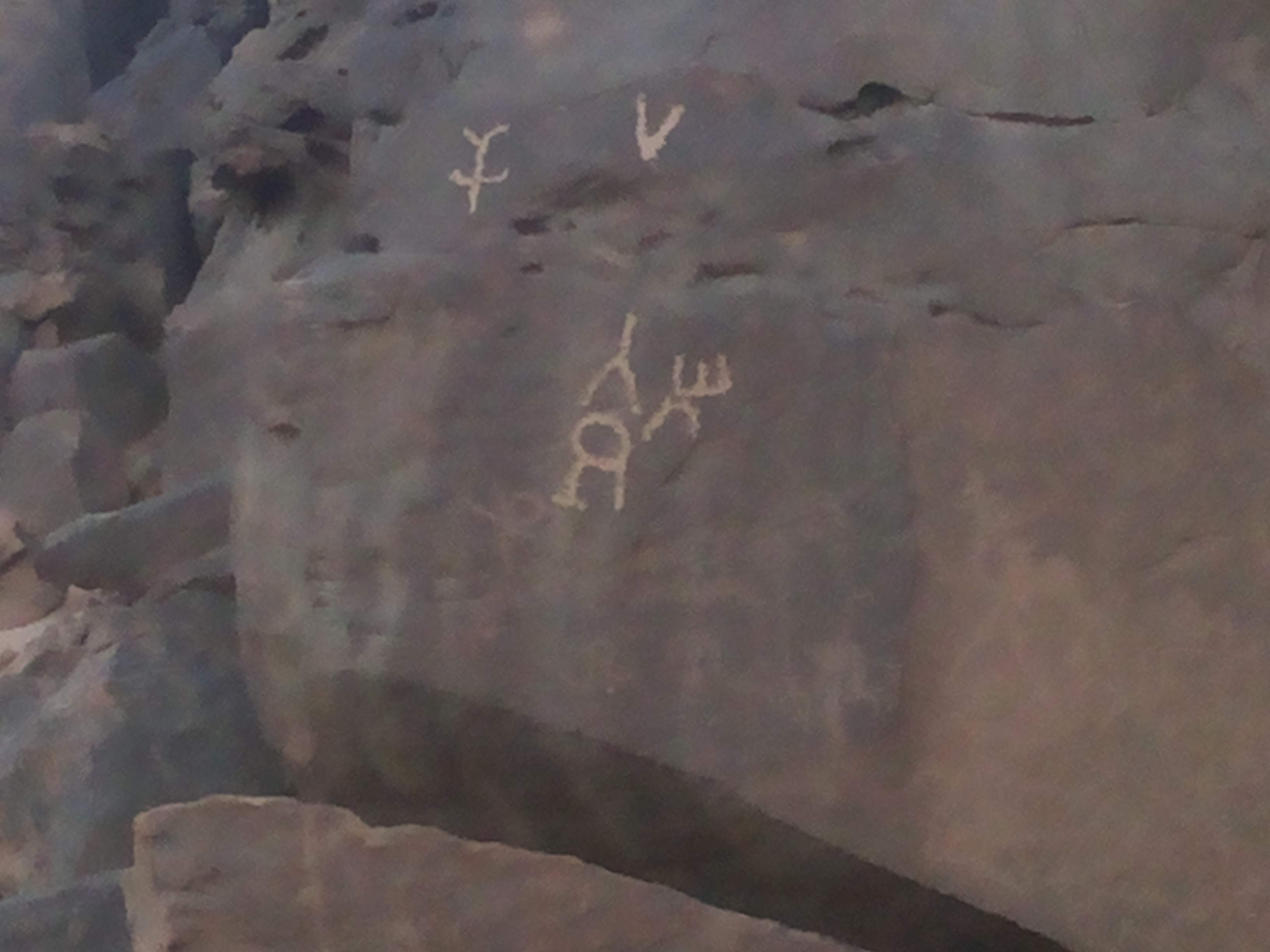
نقوش ترجع لمصر الرومانية
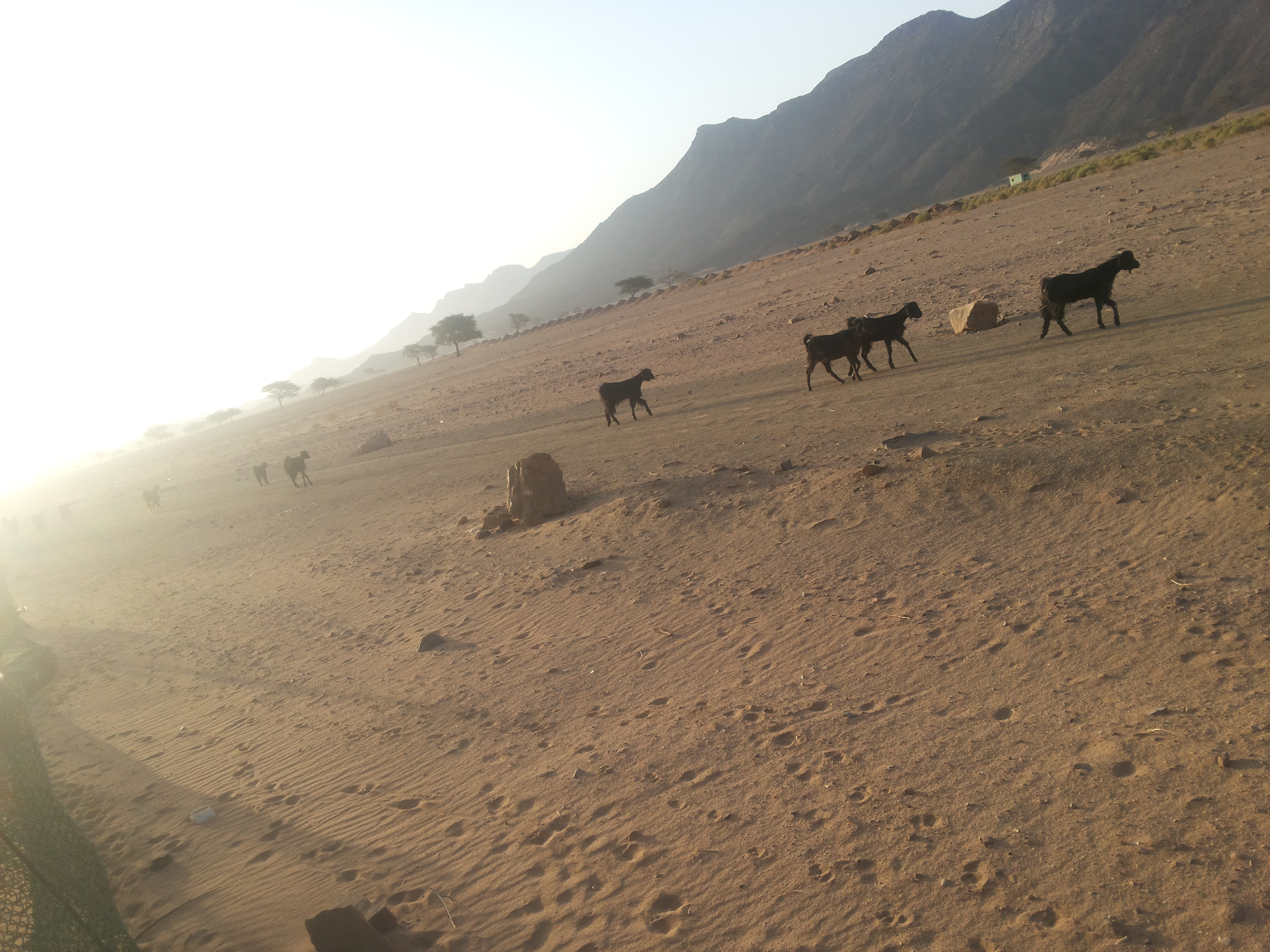
ماعز بالشلاتين